# Яструби і голуби (гра)
Гра «Яструби і голуби» (англ. hawks and doves) — одна з найпростіших моделей теорії ігор, описує конкурентні відносини у певній популяції тварин і вироблення еволюційно стабільної стратегії.

## Правила гри
Уявімо собі популяцію тварин, в якій окремі особини конкурують між собою за певний ресурс. У найпростішому випадку це можуть бути шлюбні турніри самців за право злучитися з самкою. Оскільки в шлюбному турнірі беруть участь двоє самців, турнір можна уявити як гру двох учасників. Припустимо, що за темпераментом самці розпадаються на дві групи — умовно назвемо їх «Голуби» і «Яструби». Ці назви не мають стосунку до конкретного виду тварини, а використовуються в переносному сенсі: яструби як символ агресивності, а голуби — як символ миролюбства. Насправді ці назви не мають нічого спільного з реальністю: в природі голуби (так само як і будь-які інші тварини) доволі агресивні.
Особини кожної групи володіють такими особливостями. Яструби завжди б'ються до перемоги і відступають тільки в тому випадку, якщо отримають серйозні каліцтва. Голуби обмежуються погрозами і демонстрацією агресивності, прагнучи психологічно придушити суперника, однак якщо справа доходить до справжньої сутички, вони відступають.
Таким чином, якщо голуб б'ється з яструбом, перемога дістається яструбу, однак голуб, відступивши, не отримує в сутичці ніяких ушкоджень та в принципі нічого не втрачає. Якщо б'ються двоє голубів, то перемога дістається одному з них (тому, в якого міцніші нерви), каліцтв ніхто з них не отримує, проте обидва витрачають певну енергію на тривале психологічне протистояння. Якщо б'ються двоє яструбів, то перемагає один з них, а для іншого сутичка закінчується важкими каліцтвами.

## Математичне формулювання
Щоб перевести гру на мову математики, оцінимо результати турніру у вигляді умовних одиниць (балів), одержаних чи втрачених учасниками. Перемогу в турнірі (можливість залишити потомство) оцінимо в V = 50 очок, програш в L = 0 очок, отримання важкого каліцтва в W = -100 очок, а витрати енергії на тривале протистояння в E = -10 очок.
Тоді в сутичці двох голубів один з них отримує 50 очок виграшу і, крім того, обидва витрачають 10 очок в процесі тривалого протистояння. Вважаючи, що ймовірність перемоги для кожного однакова (тобто 0.5), отримаємо, що середній виграш голуба в сутичці з іншим голубом складе S(Г, Г) = 50∙0,5 — 10 = 15 очок.
У сутичці двох яструбів кожен з ймовірністю 0,5 отримує виграш 50 очок і з такою ж імовірністю — каліцтво, яке ми оцінили у -100 балів. Середній виграш складе S(Я, Я) = (50-100)∙0,5 = -25 очок.
У сутичці голуба з яструбом голуб програє і отримує S(Г, Я) = 0 очок, яструб виграє і отримує S(Я, Г) = 50 очок.
Результати турніру можна наочно представити у вигляді так званої платіжної матриці:
|        | Голуб | Яструб |
| ------ | ----- | ------ |
| Голуб  | 15    | 0      |
| Яструб | 50    | -25    |

Позначимо частку яструбів у популяції через z, тоді частка голубів складе 1–z. Якщо в сутичці випадковим чином беруть участь двоє самців, то з імовірністю z2 це два яструби, з імовірністю (1–z)2 — два голуби і з імовірністю 2z(1-z) — голуб проти яструба.
Знайдемо середню кількість очок, яку отримують суперники внаслідок сутички.
Яструб з імовірністю z б'ється з іншим яструбом і отримує в середньому -25 очок і з імовірністю 1–z з голубом і отримує 50 очок. В середньому це складе
SЯ(z) = -25∙z + 50∙(1–z) = –25z + 50 — 50z = 50 — 75z.
Аналогічно для голуба отримаємо
SГ(z) = 0∙z + 15∙(1–z) = 15 — 15z.

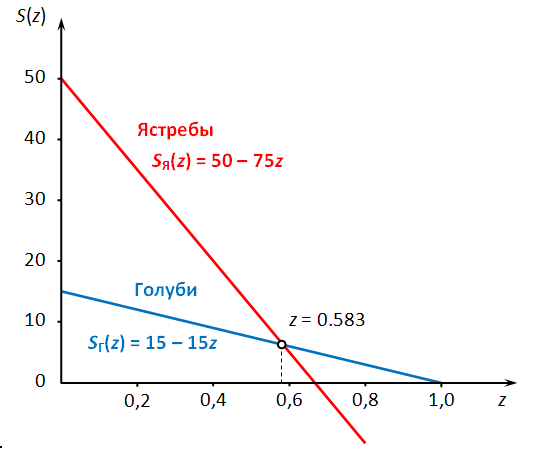

Побудуємо графіки цих рівнянь в осях координат S — z.
Як видно з графіка, лінії виграшу для голубів і яструбів перетинаються в деякій точці, яка визначається співвідношенням:
50 — 75z = 15 — 15z
60z = 35
z = 35/60 = 0,583…
Праворуч від цієї точки (тобто при збільшенні частки яструбів) перевагу мають голуби, тому їх відносна кількість буде збільшуватися, тим самим зменшуючи z. Ліворуч від цієї точки (при зменшенні кількості яструбів) яструби мають перевагу, тому їх кількість буде збільшуватися, тим самим збільшуючи z. Таким чином, будь-яке зміщення z від точки рівності виграшів голубів і яструбів викликає процеси, які прагнуть повернути популяцію в точку рівноваги. Стан популяції, що відповідає точці рівноваги, називається еволюційно стабільною стратегією.

## Формулювання в загальному вигляді
Позначимо виграш у разі перемоги в турнірі V, програш L, збиток від важкого каліцтва W, і витрати енергії на тривале протистояння E.
Тоді елементи платіжної матриці можна виразити такими співвідношеннями:
{\displaystyle S(D,D)={\frac {V-L}{2}}-E;}
{\displaystyle S(H,H)={\frac {V-W}{2}};}
{\displaystyle S(D,H)=-L;}
{\displaystyle S(H,D)=V.}
Платіжна матриця матиме вигляд:
|        | Голуб                              | Яструб                           |
| ------ | ---------------------------------- | -------------------------------- |
| Голуб  | {\displaystyle {\frac {V-L}{2}}-E} | {\displaystyle -L}               |
| Яструб | {\displaystyle V}                  | {\displaystyle {\frac {V-W}{2}}} |

Середній виграш яструбів при їх частці в популяції z складе
{\displaystyle S_{H}(z)={\frac {(V-W)z}{2}}+V(1-z)=V-{\frac {(V+W)z}{2}};}
а середній виграш голубів
{\displaystyle S_{D}(z)=-Lz+\left({\frac {V-L}{2}}-E\right)(1-z)={\frac {V-L}{2}}-E-\left({\frac {V+L}{2}}-E\right)z;}
Точка рівноваги популяції буде досягнута при такій частці яструбів:
{\displaystyle V-{\frac {(V+W)z}{2}}={\frac {V-L}{2}}-E-\left({\frac {V+L}{2}}-E\right)z;}
{\displaystyle \left({\frac {W-L}{2}}+E\right)z={\frac {V+L}{2}}+E;}
{\displaystyle z={\frac {V+L+2E}{W-L+2E}}.}